# Cryphia subliterata
Cryphia subliterata là một loài bướm đêm trong họ Noctuidae.